# Tempio di Portuno

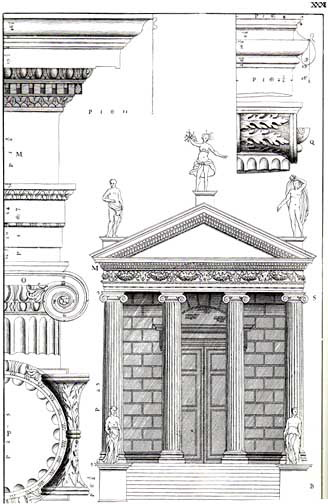
Incisione del 1738 tratta dall'edizione di Isaac Ware de I quattro libri dell'architettura di Palladio

Il tempio di Portuno è un tempio romano di epoca repubblicana, situato a Roma nell'attuale piazza della Bocca della Verità, dove anticamente si trovava il Foro Boario,  poco distante dal Tempio di Ercole e dal più antico porto tiberino. È uno dei pochi edifici dell'antica Roma perfettamente conservati.

## Storia
Ebbe a lungo la denominazione di "tempio della Fortuna Virile" e fu identificato solo negli anni venti con il tempio dedicato al dio Portuno, ricordato da Marco Terenzio Varrone.
L'edificio si presenta di ordine ionico, tetrastilo (con quattro colonne in facciata) e a pianta pseudoperiptera, ossia con colonne libere anteriormente in corrispondenza del pronao e semicolonne in prosecuzione addossate all'esterno del muro della cella. Le colonne del pronao e quelle collocate agli angoli della cella sono in travertino, le altre in tufo dell'Aniene. Probabilmente anticamente le parti in tufo erano intonacate per ricreare visivamente l'effetto del marmo.
La costruzione dell'attuale edificio è stata datata dai materiali rinvenuti nelle fondazioni all'80-70 a.C., ma esistono inoltre tracce di fasi precedenti. Nella fase più antica, datata tra la fine del IV e gli inizi del III secolo a.C. presentava un lungo podio in tufo di Grottaoscura, collegato, nel corso del III secolo a.C. al ponte Emilio da un ponticello in muratura. Il tempio si trovava all'interno di un recinto sacro, ma subì modifiche intorno alla prima metà del II secolo a.C., con il rialzamento del terreno, forse dovuto ad una sistemazione degli argini del Tevere.
Nel IX secolo il tempio venne mutato in chiesa cristiana, prima con il nome di Santa Maria Secundicerii, quindi come Santa Maria Egiziaca patrona delle prostitute. La chiesa venne eliminata per ripristinare l'antico aspetto del tempio nel 1916. L'inserimento della struttura ecclesiastica mantenne intatto l'esterno del tempio; internamente sono ancora visibili gli antichi affreschi altomedioevali che narrano la storia della santa.

## Monumenti nelle vicinanze
- Teatro di Marcello: 500m.
- Tempio di Ercole Vincitore: <100m.
- Chiesa di Santa Maria in Cosmedin e Bocca della Verità: <100m.
- Circo Massimo: 200m.

## Immagini

Pianta schematica del tempio.
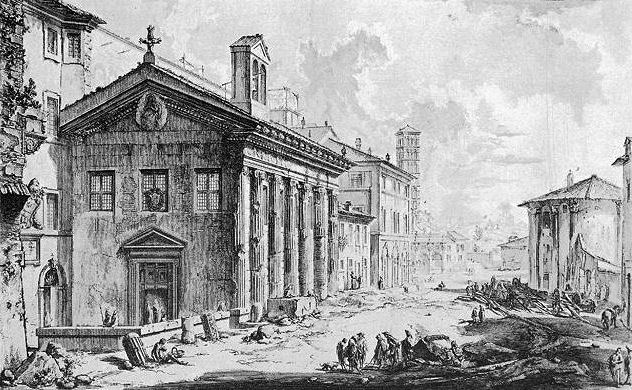
Il tempio di Portuno trasformato nella chiesa di Santa Maria Egiziaca (stampa del Piranesi)
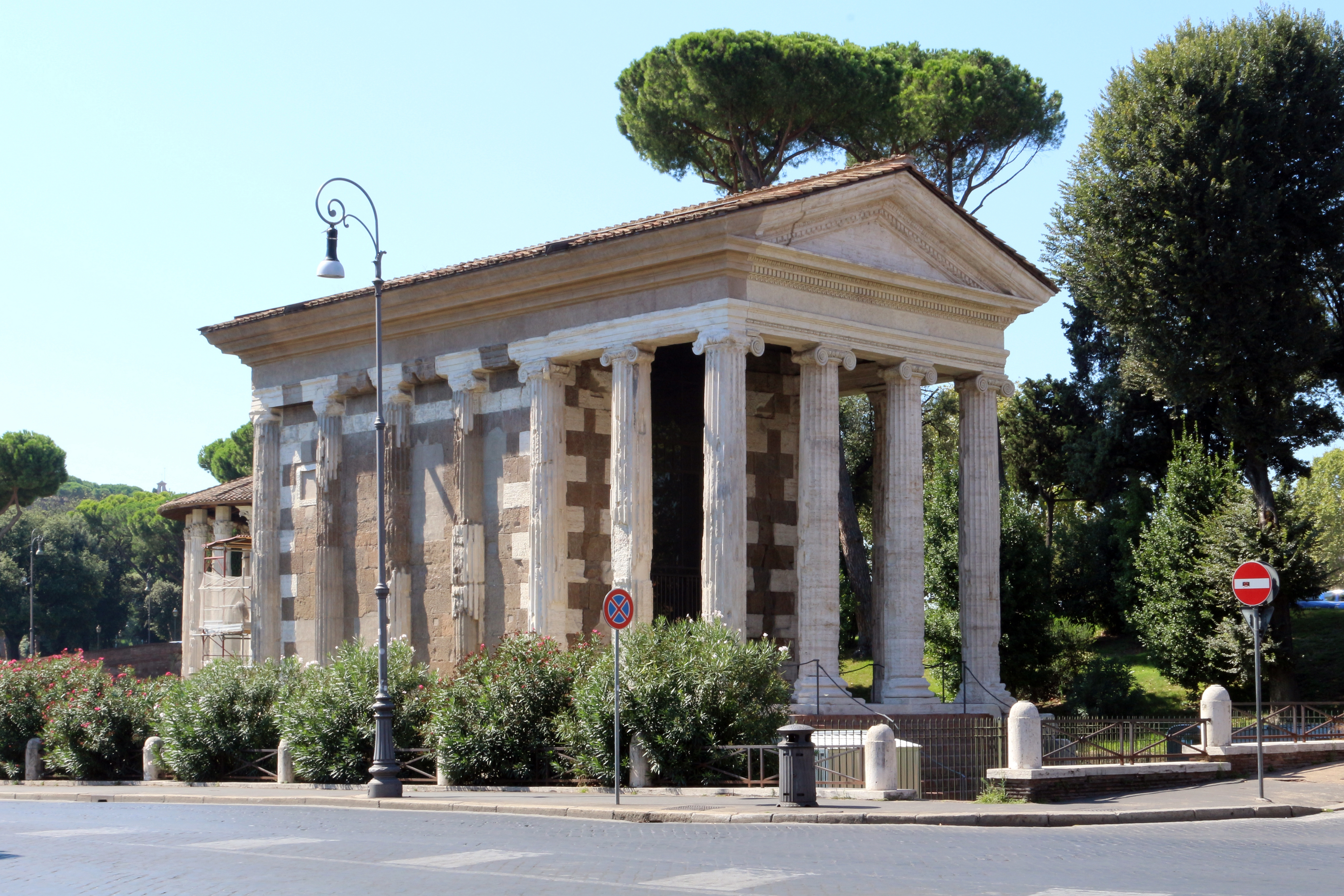
Vista frontale e laterale del Tempio di Portuno.
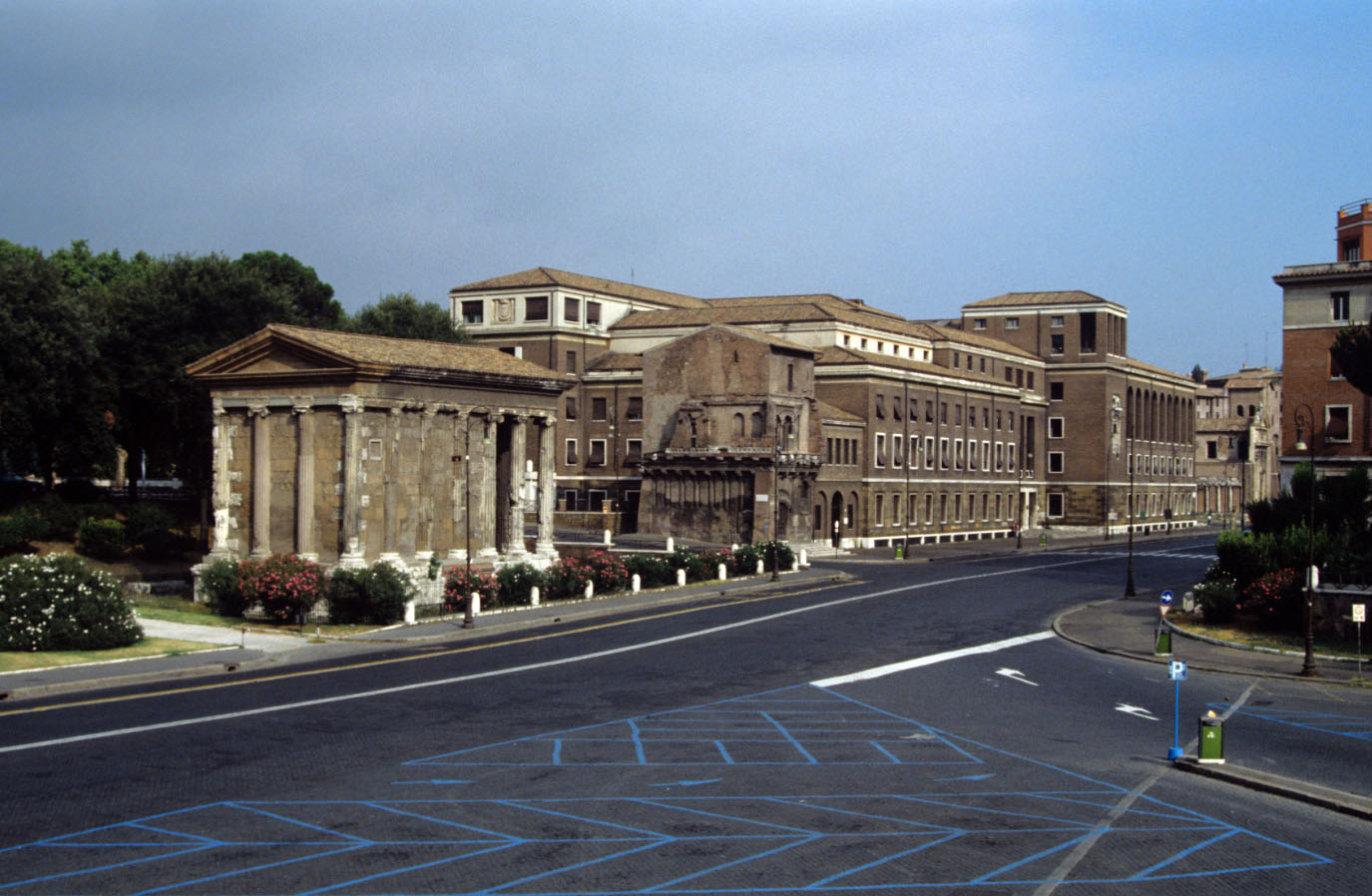
Il Tempio di Portuno e sullo sfondo l'edificio dell'Anagrafe